# Project Schiphol-Amsterdam-Almere

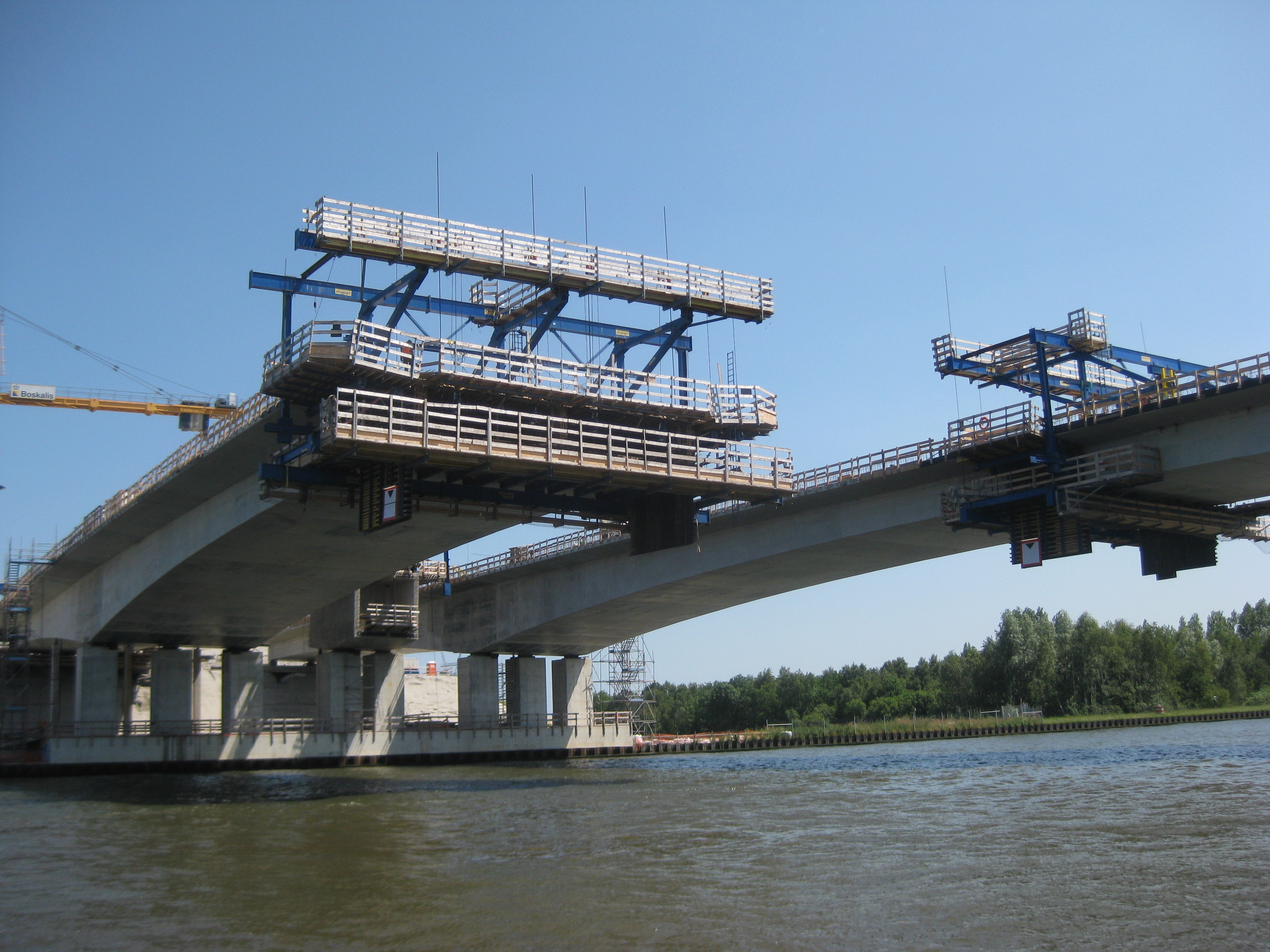
Nieuwe brug over het Amsterdam-Rijnkanaal in aanbouw

Het Project Schiphol-Amsterdam-Almere (afgekort: SAA) is het grootste wegenbouwproject van Nederland in de periode van 2012 tot 2024.
Het realiseert een uitbreiding van de capaciteit van de Nederlandse rijkswegen A6, A1, A10-oost en A9 en beoogt daarmee een betere bereikbaarheid van het noordelijk deel van de Randstad (Schiphol, Amsterdam, Almere). Project SAA omvat 63 kilometer autosnelweg (waaronder de A1, A6, A9 en A10), de aanleg van twee tunnels, twee grote bruggen en een aquaduct; de aanpassing van vijf knooppunten, en ongeveer honderd kunstwerken (viaducten).

## Kunstwerken
Kunstwerken van het project met een lemma op Wikipedia:
- Aquaduct Vechtzicht;.
- Betlembrug;
- Gaasperdammertunnel (1e fase geopend in juli 2020);
- Haarlerbergpadbrug (vernieuwing);
- Hollandse Brug (uitbreiding);
- Schipholbrug (uitbreiding);
- Viaduct Rijksweg 9-Gaasp (vernieuwing);
- Zandhazenbrug.

## Deelprojecten
De weguitbreiding tussen Schiphol, Amsterdam en Almere bestaat uit vijf deelprojecten:
1. A10-Oost / A1 Diemen (2012-2014: extra rijstroken; reeds voltooid)
2. A1/A6 Diemen - Almere Havendreef (2014-2020; reeds voltooid)
3. A9 Holendrecht - Diemen (verbreding Gaasperdammerweg, 2015-2020; per 22 september 2015 in aanvang genomen door minister Schultz[1])
4. A6 Almere Havendreef - Almere Buiten-Oost (2017-2020; reeds voltooid)
5. A9 Badhoevedorp - Holendrecht (2019-2024/2026)